# 第653重戦車駆逐大隊
第653重戦車駆逐大隊（だい653じゅうせんしゃくちくだいたい、ドイツ語: Schwere Panzerjäger-Abteilung 653）は、第二次世界大戦時に編成されたドイツ国防軍陸軍直轄の重戦車駆逐大隊である。フェルディナント、エレファントおよびヤークトティーガーを運用し、東部戦線、イタリア戦線、西部戦線で戦った。

## 創設
第653重戦車駆逐大隊は1943年3月31日に第197突撃砲大隊 (Sturmgeschütz-Abteilung 197)から改編される形で編成された。第197突撃砲大隊は1940年に編成された突撃砲大隊で、III号突撃砲を装備しユーゴスラビア侵攻戦や東部戦線で戦っていた部隊であった。
第653重戦車駆逐大隊編成時の装備はVK4501(P) "ポルシェティーガー"の車体を流用して開発された重駆逐戦車フェルディナント45両であった。第653重戦車駆逐大隊は、同時にフェルディナント44両装備の大隊として編成された第654重戦車駆逐大隊、および同時期に開発されたIV号突撃戦車 "ブルムベア" 42両を装備する第216突撃戦車大隊、III号戦車10両とボルクヴァルトIV 36両から構成される第313無線操縦戦車中隊、III号突撃砲10両とボルクヴァルトIV 36両から構成される第314無線操縦戦車中隊と共に、第656重戦車駆逐連隊を構成し1943年7月のツィタデレ作戦(クルスクの戦い)へ投入された。

## 戦歴

### 東部戦線・イタリア戦線

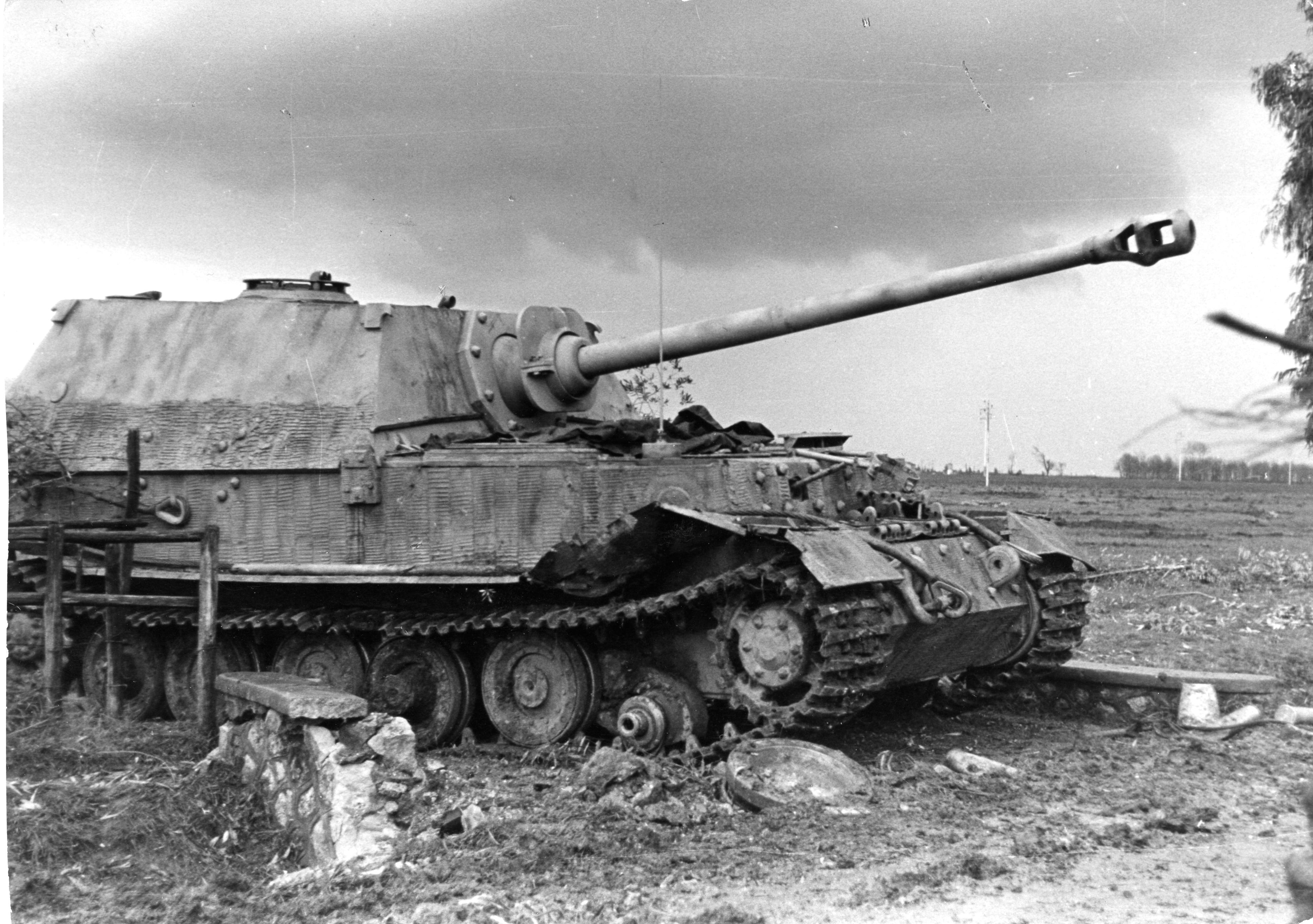
イタリア戦線において撃破されたエレファント

ツィタデレ作戦直前の1943年7月4日には計89輌のフェルディナントが連隊に配備されていたが、8月1日時点で39両が失われ、残存車は50両 (稼動数26両)に損耗していた（一方、敵戦車撃破数は502両に達していた）。8月26日になると第656重戦車駆逐連隊はドニプロペトロフシクまで後退し、この際損耗の激しかった第654重戦車駆逐大隊は残存車両を第653重戦車駆逐大隊に引渡しヤークトパンターへの装備改編の為一旦後方へ撤退した。
第653重戦車駆逐大隊はこの後もフェルディナントの修理をしながら戦闘を継続し、11月時点で敵戦車撃破数は582両となったが、稼動状態のフェルディナントが10両を切る状態となっており、11月29日をもって休養および車両のオーバーホールのため西方のザンクト・ペルテンに撤退することとなった。
第653重戦車駆逐大隊のフェルディナントの残存車両は1944年2月にかけてオーバーホールおよび改修が行われた。この改修とほぼ同じタイミングでヒトラーの命令により"エレファント"に名称変更され、大隊に復帰した。
1944年1月22日に連合軍がイタリアのアンツィオおよびネットゥーノへの上陸作戦を敢行し、（アンツィオの戦い参照）これに対応するため、改修を終えたエレファント11両を装備した第653重戦車駆逐大隊 第1中隊が急遽派遣される事となった。第1中隊は2月後半からネットゥーノで連合軍との戦闘を開始した。
第653重戦車駆逐大隊の大隊本部および第2中隊、第3中隊はエレファント31両を装備し1944年4月に東部戦線に復帰し、北ウクライナ軍集団の第9SS装甲師団 "ホーエンシュタウフェン"の指揮下に入った。
1944年6月になると、イタリア戦線ではローマが連合軍によって解放され、第1中隊のエレファントは2両となっていた。6月26日になると、第1中隊の要員の一部は第2中隊、第3中隊に合流し、また一部はザンクト・ペルテンの宿営地に移動した。
1944年7月にはソ連軍の大規模反攻作戦（バグラチオン作戦）により第653重戦車駆逐大隊の損耗も激しくなり、7月末にはエレファントの残存数は14両にまで低減しており、いずれも修理の必要な状態であった。
8月に一旦後退して車両の修理が行われ、9月には14両のエレファントをもって第653重戦車駆逐大隊はA軍集団隷下の第17軍の指揮下に入った。この際、エレファントの保有数が少ないことから第2中隊、第3中隊は1個中隊（第2中隊）に統一された。
1944年10月になると、第653重戦車駆逐大隊に対してヤークトティーガーへの装備改編命令が出された。これに対し、エレファントを保有している第2中隊は12月には第614重戦車駆逐中隊と改称され、第653重戦車駆逐大隊と別れ、引き続き東部戦線でドイツ軍の後退を支援する事となった。第614重戦車駆逐中隊はこの後、1945年4月には最後の4両のエレファントをもってベルリン防衛戦に参戦した。

### 西部戦線

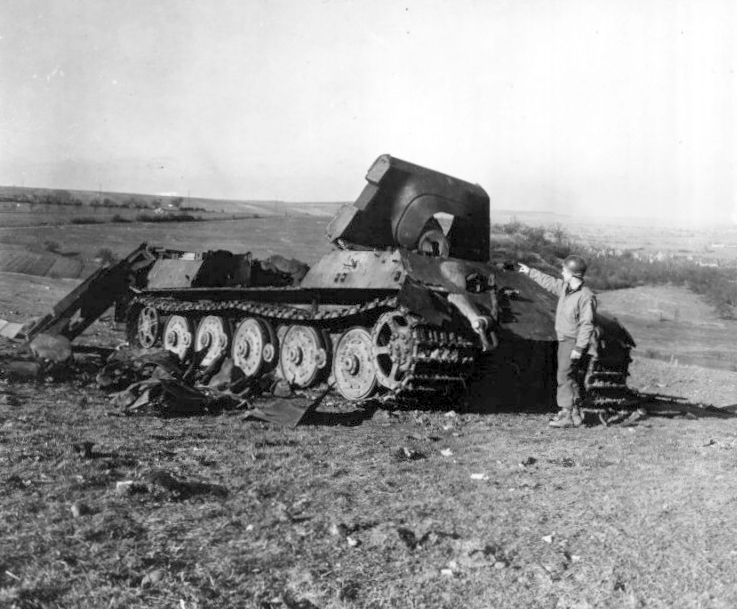
ロレーヌで撃破された第1中隊のヤークトティーガー。1945年1月。

1944年10月にヤークトティーガーへの改編命令を受けた第653重戦車駆逐大隊の基幹要員（第3中隊および第1中隊の残存要員）は西部戦線に移動した。ヤークトティーガーへの装備改編後、1945年1月に第1中隊は西部戦線北部の第15軍の指揮下に入りラインの守り作戦(バルジの戦い)に投入され、第3中隊は西部戦線南部の第17SS装甲擲弾兵師団 "ゲッツ・フォン・ベルリヒンゲン"の指揮下に入りノルトヴィント作戦に投入された。1945年2月には第1中隊、第3中隊はプファルツのランダウで合流し、2月末にはヤークトティーガーの保有数を41両まで増強した。4月には第653重戦車駆逐大隊はアメリカ軍と交戦しながらオーストリアに後退し、オストマルク軍集団の指揮下に入りリンツで終戦を迎えた。

## 装備車両
前述のように、第653重戦車駆逐大隊の主要装備はフェルディナント、エレファント、ヤークトティーガーであったが、この他にも大隊独自の特殊な支援車両や改造車両を運用していた事が知られている。複雑な機械構造を持つフェルディナント/エレファントを前線で修理しながら戦うという特性上、第653重戦車駆逐大隊には工作用重機材やそれを使用するエンジニアが充実しており、このことから大隊独自の改造車両の運用が可能であったとされている。

### 主要装備
フェルディナント
第653重戦車駆逐大隊、第654重戦車駆逐大隊のみで運用された。
エレファント
第654重戦車駆逐大隊がヤークトパンターに装備改編したため、第653重戦車駆逐大隊のみで運用された。
ヤークトティーガー
第653重戦車駆逐大隊、第512重戦車駆逐大隊のみで運用された。初期に生産されたポルシェ式サスペンション装備車両を実戦で使用したのは第653重戦車駆逐大隊のみである。

### 支援車両・改造車両
ポルシェティーガー指揮戦車
フェルディナント/エレファントの開発ベースであるポルシェティーガーを指揮戦車として極少数運用（1両～3両程度）。この車両を実戦で使用したのは第653重戦車駆逐大隊のみである。
ベルゲパンツァー・ティーガー（P）
ポルシェティーガーあるいはフェルディナントの車台から改造された装甲回収車。3両から5両程度が製造され、第653重戦車駆逐大隊のみで運用された。
ベルゲパンター IV号戦車砲塔搭載型
パンター中戦車の車台を用いた装甲回収車であるベルゲパンターの車体に、IV号戦車H型の砲塔を搭載した改造車両。砲塔は車体前方に向けて固定されており旋回は不可能である。指揮車両として使用されたと見られ、当然ながら運用したのは第653重戦車駆逐大隊のみである。
T-34 2cm Flakvierling38 4連装対空機関砲搭載型
ソ連軍から鹵獲したT-34の車体に2cm4連装対空機関砲 "2cm Flakvierling38"を搭載した車両。機関砲には後に制式化されるヴィルベルヴィント対空戦車のような装甲板が装着されている。
ベルゲパンター 2cm Flakvierling38 4連装対空機関砲搭載型
ベルゲパンターの車体に2cm4連装対空機関砲 "2cm Flakvierling38"を搭載した車両。前述のT-34対空機関砲搭載型と同じような装甲が取り付けられていたかは不明である。